# 阿迪立 (土衛六)
阿迪立是土星衛星泰坦上大片的明亮反射區，它的名稱來自波里尼西亞神話中的伊甸園阿迪立，位置在大片的黑暗區香格里拉的西方。
阿迪立是高地，並且看起來有著精密排列的排水渠道。惠更斯號在2005年登陸的位置正好就在阿迪立西北方海岸的附近。

## 外部連結
- PIA07231: Varied Terrain （页面存档备份，存于）
- USGS Gazetteer of Planetary Nomenclature Archive.today的存檔，存档日期2015-04-05